# 1387
- Wikisource

| Calendário gregoriano                                                        | 1387 MCCCLXXXVII                                     |
| Ab urbe condita                                                              | 2140                                                 |
| Calendário arménio                                                           | 836 – 837                                            |
| Calendário bahá'í                                                            | -457 – -456                                          |
| Calendário budista                                                           | 1931                                                 |
| Calendário chinês                                                            | 4083 – 4084 Início a 20 de janeiro (aproximadamente) |
| Calendário copta                                                             | 1103 – 1104                                          |
| Calendário etíope                                                            | 1379 – 1380                                          |
| Calendários hindus - Vikram Samvat - Calendário nacional indiano - Cáli Iuga | 1442 – 1443 1308 – 1309 4487 – 4488                  |
| Calendário Holoceno                                                          | 11387                                                |
| Calendário islâmico                                                          | 789 – 790                                            |
| Calendário judaico                                                           | 5147 – 5148                                          |
| Calendário persa                                                             | 765 – 766                                            |
| Calendário rúnico                                                            | 1637                                                 |
| Calendário solar tailandês                                                   | 1930                                                 |

1387 (MCCCLXXXVII, na numeração romana) foi um ano comum do século XIV do Calendário Juliano, da Era de Cristo, e a sua letra dominical foi F (52 semanas), teve início a uma terça-feira e terminou também a uma terça-feira.
| Ano completo                       |
| ---------------------------------- |
| Ano comum com início à terça-feira |

## Eventos
- Geoffrey Chaucer escreve os Contos da Cantuária.
- A rainha Margarida I da Dinamarca ascende ao trono.
- 2 de fevereiro: O rei João I de Portugal se casa com Filipa de Lencastre na cidade do Porto.
- 3 de outubro: D. Fernando Rodrigues de Sequeira é eleito como Grão-Mestre da Ordem de Avis.[1]

## Nascimentos
- 9 de Agosto - Henrique de Monmouth, futuro Henrique V de Inglaterra.